# Egitto ai XIV Giochi olimpici invernali
L'Egitto partecipò ai XIV Giochi olimpici invernali, svoltisi a Sarajevo, Jugoslavia, dall'8 al 19 febbraio 1984, con una delegazione di 1 atleta impegnato in una disciplina.

## Delegazione
| Sport      | Uomini | Donne | Totale |
| ---------- | ------ | ----- | ------ |
| Sci alpino | 1      | 0     | 1      |
| Totale     | 1      | 0     | 1      |

## Sci alpino

### Uomini
| Atleta         | Gara           | 1ª manche | 1ª manche | 2ª manche | 2ª manche | Totale  | Totale    |
| Atleta         | Gara           | Tempo     | Posizione | Tempo     | Posizione | Tempo   | Posizione |
| -------------- | -------------- | --------- | --------- | --------- | --------- | ------- | --------- |
| Jamil El-Reedy | Discesa libera |           |           |           |           | 3:13.86 | 60        |
| Jamil El-Reedy | Slalom gigante | DNF       | –         | –         | –         | DNF     | –         |
| Jamil El-Reedy | Slalom         | 1:30.56   | 65        | 1:26.37   | 46        | 2:56.93 | 46        |